# Ţarāz-e Khākī
Ţarāz-e Khākī (persiska: طراز خاکی) är en ort i Iran.   Den ligger i provinsen Khorasan, i den nordöstra delen av landet, 800 km öster om huvudstaden Teheran. Ţarāz-e Khākī ligger 1 440 meter över havet och antalet invånare är 126.
Terrängen runt Ţarāz-e Khākī är varierad. Runt Ţarāz-e Khākī är det ganska glesbefolkat, med 32 invånare per kvadratkilometer. Närmaste större samhälle är Qalandarābād, 8,2 km nordväst om Ţarāz-e Khākī. Trakten runt Ţarāz-e Khākī består i huvudsak av gräsmarker.